# Réformateurs démocrates sociaux
 (mai 2025).
Le groupe des réformateurs démocrates sociaux (RDS) est un groupe de députés siégeant à l'Assemblée nationale française de mars 1973 à juillet 1974. Il était composé des députés membres des partis du Mouvement réformateur, c'est-à-dire :
- du Parti républicain, radical et radical-socialiste (PRS) ;
- du Centre démocrate (CD) ;
- du Centre républicain (CR) ;
- du Mouvement démocrate-socialiste de France (MDSF) ;
- du Parti de la démocratie socialiste ;
- du Parti libéral européen (PLE) ;
- du Mouvement national progrès et libertés.

Il est présidé par Michel Durafour.

## Composition
| Nom                           | Parti | Parti   | Circonscription     |
| ----------------------------- | ----- | ------- | ------------------- |
| Pierre Abelin                 |       | CD      | Vienne              |
| Jean Bégault                  |       | MDSF    | Maine-et-Loire      |
| Roland Boudet                 |       | CD      | Orne                |
| Loïc Bouvard                  |       | CD      | Morbihan            |
| Jean Briane                   |       | CD      | Aveyron             |
| Albert Brochard               |       | Mod.    | Deux-Sèvres         |
| Jean-Marie Caro               |       | CD      | Bas-Rhin            |
| Jean-Marie Daillet            |       | CD      | Manche              |
| Georges Donnez                |       | MDSF    | Nord                |
| Raymond Dronne                |       | CD      | Sarthe              |
| Frédéric Dugoujon             |       | CD      | Rhône               |
| Michel Durafour               |       | CR      | Loire               |
| Anne-Marie Fritsch            |       | Rad.    | Moselle             |
| Étienne Gagnaire              |       | MDSF    | Rhône               |
| Henri Ginoux                  |       | CNIP    | Hauts-de-Seine      |
| Justin Hausherr               |       | CD      | Haut-Rhin           |
| Paul Ihuel                    |       | CD      | Morbihan            |
| Jean Kiffer                   |       | CNIP    | Moselle             |
| Jean Lecanuet                 |       | CD      | Seine-Maritime      |
| Max Lejeune                   |       | MDSF    | Somme               |
| André Martin                  |       | MDSF    | Seine-Maritime      |
| Jacques Médecin               |       | CR      | Alpes-Maritimes     |
| Georges Mesmin                |       | CD      | Paris               |
| Rémy Montagne                 |       | CD      | Eure                |
| Pierre de Montesquiou         |       | CR      | Gers                |
| Émile Muller                  |       | MDSF    | Haut-Rhin           |
| Gabriel Péronnet              |       | Rad.    | Allier              |
| Rock Pidjot                   |       | UC      | Nouvelle-Calédonie  |
| André Rossi                   |       | CR      | Aisne               |
| Francis Sanford               |       | E'a Api | Polynésie française |
| Édouard Schloesing            |       | Rad.    | Haute-Garonne       |
| Jean-Jacques Servan-Schreiber |       | Rad.    | Meurthe-et-Moselle  |
| Paul Stehlin                  |       | CD      | Paris               |
| Adrien Zeller                 |       | Mod.    | Bas-Rhin            |

## Fusions
Courant juillet 1974, ce groupe fusionne avec le groupe Union centriste (UC), composé des députés du Centre démocratie et progrès (CDP) pour former le groupe des réformateurs, des centristes et des démocrates sociaux (RCDS).
En 1978, le RCDS fusionne avec le groupe des Républicains indépendants (RI), pour former le groupe Union pour la démocratie française (UDF).